# 大幸工業株式会社スペシャルチャレンジ
大幸工業株式会社スペシャルチャレンジ（だいこうこうぎょうかぶしきがいしゃスペシャルチャレンジ）は、非常階段のコースを駆け上がるレース。通称THE RISE 256。

## 概要・沿革
大阪市住之江区南港北（咲洲）にある高さ256.0m、地上55階・地下3階建ての超高層ビル大阪府咲洲庁舎の2階から52階までの1,176段の階段を上る。
- 2014年（平成26年）12月23日 - 1回目開催
- 2015年（平成27年）11月3日 - 2回目開催

駆け上がる段数は日本一。

## 参加資格・定員
- 「垂直マラソン」部門 - 高校生以上で定員200人、参加費/4000円。
- 「ウォーキング」部門 - 小学生以上で定員500人、参加費/一般（16歳以上）1000円、小・中学生500円

## 大会運営
- THE RISE256運営事務局

## 開催場所
- 大阪府大阪市住之江区南港北一丁目14番16号

## アクセス
Osaka Metro中央線本町駅から、徒歩で約18分